# Mariä-Heimsuchung-Kirche (Herrnried)

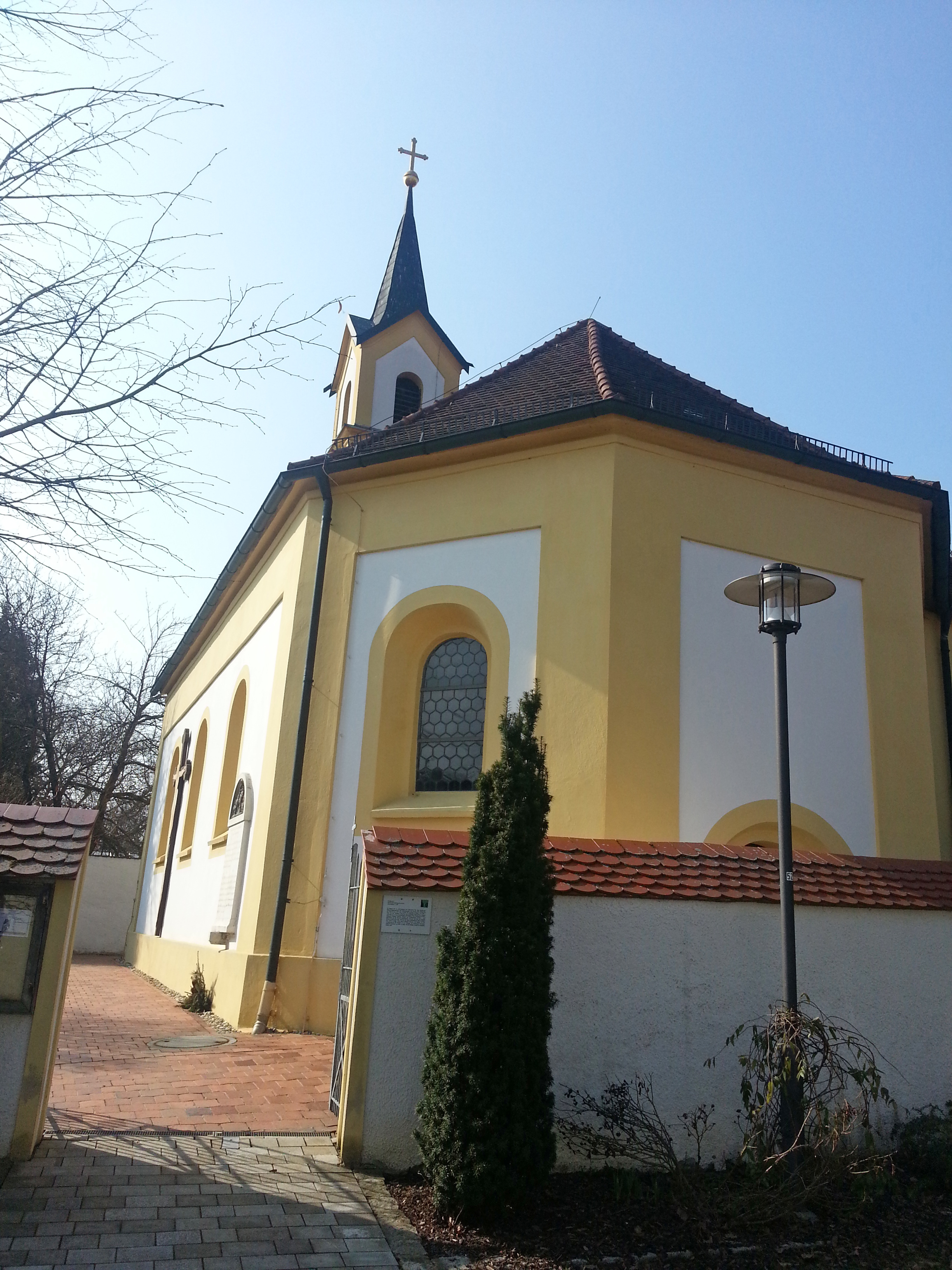
Katholische Kirche Mariä Heimsuchung

Die Kirche Mariä-Heimsuchung ist eine katholische Kirche, denkmalgeschützte Filialkirche im Stadtteil Herrnried der Stadt Parsberg im bayerischen Landkreis Neumarkt in der Oberpfalz des Regierungsbezirks Oberpfalz. Das Bauwerk ist unter der Denkmalnummer D-3-73-151-24 als Baudenkmal in die Bayerische Denkmalliste eingetragen.

## Geschichte
Bevor die heutige Kirche Mariä Heimsuchung im Nazarener-Stil erbaut wurde, befand sich an der gleichen Stelle die Schlosskirche von Herrnried. Sie gehörte zum zugehörigen Schloss Herrnried und wurde aus unbekannten Gründen im Jahre 1854 abgerissen.

## Beschreibung
Die Saalkirche besteht aus einem im Osten dreiseitig geschlossenen Langhaus und einem Kirchturm im Westen, der mit einem achtseitigen, spitzen Helm bedeckt ist.

## Besonderheiten
Sowohl Kirche selbst als auch Ausstattung der Kirche sind denkmalgeschützt.:10